# Vüqar Ələkbərov
Vüqar Mürsəl oğlu Ələkbərov (transkrypcja z ros. Wugar Alekperow; ur. 5 stycznia 1981 w Mingeczaurzee) – azerski bokser amatorski, brązowy medalista olimpijski z Sydney w 2000 w wadze średniej (do 75 kg).
W wieku 19 lat, po czterech latach trenowania boksu, zakwalifikował się na igrzyska olimpijskie w Sydney. Uczynił to na turnieju kwalifikacyjnym w Rumunii, ponieważ ze względów finansowych nie mógł wziąć udziału w mistrzostwach Europy w 2000 w Tampere. Mistrzostwa olimpijskie były więc jego pierwszym dużym turniejem międzynarodowym.
Na igrzyskach walczył w wadze średniej (do 75 kg). Wygrał kolejno z Peterem Kariukim Ngunim z Kenii i Paulem Millerem z Australii, a w ćwierćfinale pokonał Akına Kuloğlu, co wprowadziło go do strefy medalowej. W półfinale zwyciężył go przyszły mistrz olimpijski Kubańczyk Jorge Gutiérrez. Tym samym Ələkbərov zdobył brązowy medal.
Wystąpił w wadze średniej na mistrzostwach świata w 2001 w Belfaście, lecz tak w pierwszej walce pokonał go Anglik Carl Froch. Podobnie przegrał pierwszą walkę na mistrzostwach Europy w 2002 w Permie, gdzie pokonał go późniejszy mistrz |Ukrainiec Ołeh Maszkin.
Później Ələkbərov przybrał na wadze i zmienił kategorię na ciężką (do 91 kg). Wystąpił w niej na mistrzostwach Europy w 2004 w Puli, gdzie po wygraniu dwóch walk przegrał w ćwierćfinale z późniejszym mistrzem Aleksandrem Aleksiejewem z Rosji. Wygrał w tej wadze Turniej im. Feliksa Stamma, co dało mu kwalifikację na igrzyska olimpijskie w 2004 w Atenach.
Na igrzyskach wygrał ze Spiridonem Kladuchasem z Grecji, ale w ćwierćfinale przegrał przez dyskwalifikację z Nasirem asz-Szamim z Syrii.
Wystąpił w wadze superciężkiej (ponad 91 kg) na mistrzostwach świata w 2005 w Mianyangu, gdzie przegrał pierwszą walkę ze Zhangiem Zhilei z ChRL.